# راي توماس (لاعب كرة قاعدة)
راي توماس (بالإنجليزية: Ray Thomas)‏ هو لاعب كرة قاعدة أمريكي، ولد في 9 يوليو 1910 في دوفر في الولايات المتحدة، وتوفي في 6 ديسمبر 1993 في ويلسون في الولايات المتحدة.

## وصلات خارجية
- راي توماس على موقعبيزبول رفرنس.كوم (الدوري الرئيسي) (الإنجليزية)
- راي توماس على موقعبيزبول رفرنس.كوم (الدوري الثانوي) (الإنجليزية)